# فرودگاه ناکورو
فرودگاه ناکورو (به انگلیسی: Nakuru Airport) یک فرودگاه همگانی، غیرنظامی با کد یاتا NUU است که یک باند فرود آسفالت دارد و طول باند آن ۱۷۰۹ متر است. این فرودگاه در شهر ناکورو، کنیا کشور کنیا قرار دارد و در ارتفاع ۱۹۰۰ متری از سطح دریا واقع شده‌است.